# Снёнут
Снёнут (норв. Snønuten) — горная вершина в Норвегии.
Имеет высоту 1606 метров.
Гора Снёнут находится в южной части страны, в коммуне Сульдал и является шестой по значимости вершиной в губернии Ругаланн.
Вершина находится восточнее перевала Хюрхьестейнскарет и севернее горных озёр Свартаватнет и Кринглеватнет.